# Vienna lager
Vienna lager eller på dansk wienerøl er en undergæret, ravfarvet øltype, som stammer fra Østrig. Øllen er kendetegnet ved moderat styrke og en blød, tydelig maltfornemmelse kombineret med moderat, balanceret bitterhed. Karakteristisk for øllen er brugen af wienermalt, som blev udviklet af østrigeren Anton Dreher.

## Historie
Wienerøllen blev først lanceret i 1841, men i tiden før fandtes der ikke lysere undergærede i øltyper i Europa. Dette skyldtes, at malten i det kontinentale Europa blev tørret direkte over ild, hvilket resulterede i uensartet tørring, hvor tørringsgraden varierede fra nærmest ikke tørrede til brændte kerner. Dette medførte, at alle øl af typen var farvet mørkebrune i mere eller mindre grad. I England derimod brugtes en anden tørringsteknik, hvor malten blev tørret af varm luft i en maltkølle indirekte fra ilden, hvilket muliggjorde brygningen af lyse øltyper.  Under en rejse til England, i samarbejde med bryggeren Gabriel Sedlmayr, lærte Dreher om den engelske maltbehandling, som han tog tilbage til Østrig og forenede med de centraleuropæiske traditioner med undergær. Resultatet blev wienerøllen, som blev en revolutionerende ølstil.

## Wienerøllen i dag
I dag brygges wienerøllen sjældent af større bryggerier, men er stadig populær i Mexico - muligvis fordi østrigske Maximilian 1. regerede en kortere årrække i Mexico. Som det er tilfældet med andre stilarter har wienerøllen dog oplevet en vis renæssance i forbindelse med den fremblomstrende industri af specialøl (craft beer). Det kan desuden argumenteres for, at classic-stilen kendt i Danmark er en slags wienerøl. 